# Giovanni Salonia
Giovanni Salonia OFMCap (* 27. Juli 1947 in Ragusa, Sizilien) ist ein italienischer römisch-katholischer Ordensgeistlicher. Im Frühjahr 2017 wurde er zum Weihbischof im Erzbistum Palermo ernannt, verzichtete jedoch auf die Übernahme des Amtes.

## Leben
Giovanni Salonia trat am 29. September 1962 dem Kapuzinerorden bei und legte am 4. Oktober des folgenden Jahres die erste Profess ab. Nach dem Studium der Katholischen Theologie am ordenseigenen Studieninstitut legte er am 1. November 1968 die ewige Profess ab und empfing am 3. Juli 1971 das Sakrament der Priesterweihe.
Nach weiteren Studien erwarb er an der Päpstlichen Universität Antonianum das Lizenziat in Theologie mit der Spezialisierung im Fach Spiritualität. An der Päpstlichen Universität der Salesianer erwarb er das Lizenziat in Erziehungswissenschaften und absolvierte eine Ausbildung in Gestalttherapie am Gestalt Training Center in San Diego.
In seiner Ordensgemeinschaft leitete er von 1978 bis 1981 das Ordensstudium in Ragusa. Von 1980 bis 1986 war er Provinzialdefinitor und von 1989 bis 1991 Provinzialvikar der Provinz Syrakus des Kapuzinerordens. Als Provinzialminister leitete er von 1992 bis 2001 und erneut von 2007 bis 2010 seine Ordensprovinz. In den Jahren zwischen den beiden Amtszeiten war er Superior in Modica, wo er auch für die weitere Ausbildung der Ordensbrüder nach dem Noviziat verantwortlich war. Nach 2010 war er für die Fortbildung in der Ordensprovinz Syrakus verantwortlich. Daneben ist er seit Jahren an verschiedenen Instituten und Hochschulen als Dozent für Pastoraltheologie und Psychotherapie engagiert.
Am 10. Februar 2017 ernannte ihn Papst Franziskus zum Titularbischof von Buthrotum und zum Weihbischof im Erzbistum Palermo. Am 27. April desselben Jahres wurde Salonias Verzicht auf die Bischofsweihe bekanntgegeben. Hintergrund waren Vorwürfe und Gerüchte über Salonias Lebenswandel, die dieser jedoch als unbegründet zurückwies.